# Budova Krajského úřadu Libereckého kraje
Budova Krajského úřadu Libereckého kraje je 21podlažní administrativní budova v centru Liberce. S výškou 78 metrů (s anténou 84 m) je 14. nejvyšší budovou v Česku a spolu s vysílačem na Ještědu hlavní dominantou města. V budově sídlí úřad Libereckého kraje a zasedá krajské zastupitelstvo.

## Historie

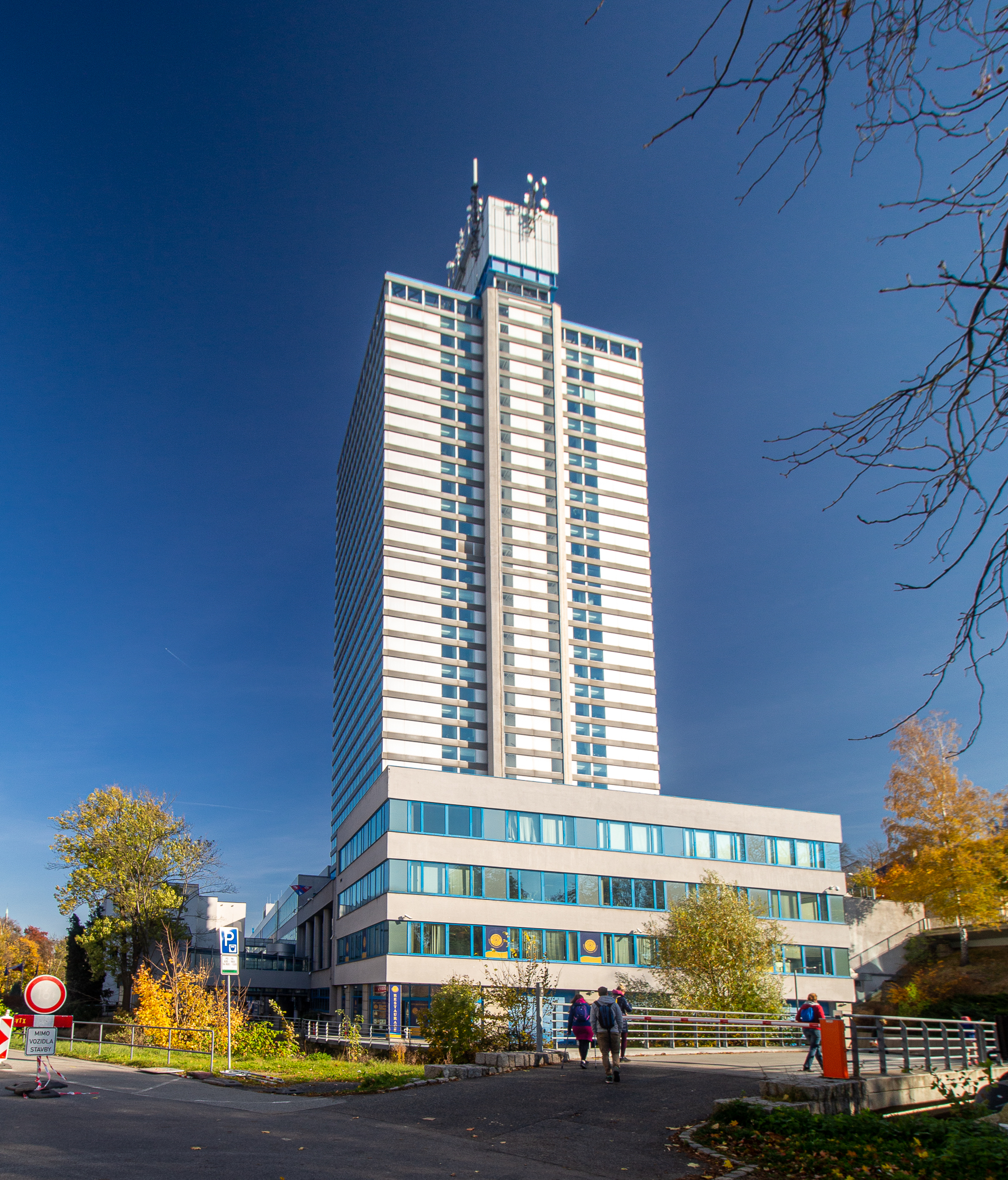
Výšková budova Krajského úřadu Libereckého kraje

Stavbu pro Státní výzkumný ústav textilní (SVÚT) navrhl architekt Zdeněk Plesník. Původně ji mělo doplňovat několik druhotných čtyřpodlažních budov a vyřešit se mělo i nové přemostění nedaleké řeky Lužické Nisy, to však nebylo nikdy realizováno.
Během výstavby, která započala v roce 1967, se při stavění pater začala používat v tehdejším Československu nová metoda původem z USA, kdy se z betonu lilo současně několik podlaží naráz. Po dokončení budovy v roce 1976 byla následně jednotlivá patra na fasádě rozpůlena vkládanými parapety, což opticky působí klamným dojmem dvojnásobného počtu podlaží.
V roce 2000 se na čtyři roky spustila rekonstrukce budovy pro potřeby Krajského úřadu, kdy byl upraven vstup do budovy, přestavěn celý interiér a kvůli úspoře energie také vyměněna okna. V části budovy sídlí Evropský dům.

## Zajímavosti
Budova vlastní páternoster (druh výtahu) z roku 1971, který je s výškou 56,8 m, 35 dřevěnými kabinami a 16 stanicemi nejvyšší v ČR. Jeho pohyb je nepřetržitý, díky čemuž dokáže za hodinu přepravit 480 osob. Jeho maximální nosnost činí 5,6 tuny.